# NGC 2889
NGC 2889 is een balkspiraalstelsel in het sterrenbeeld Waterslang. Het hemelobject werd op 19 maart 1786 ontdekt door de Duits-Britse astronoom William Herschel.

## Synoniemen
- MCG -2-24-26
- IRAS 09247-1125
- PGC 26806